# Bahsuma
Bahsuma es un pueblo y nagar Panchayat situado en el distrito de Meerut en el estado de Uttar Pradesh (India). Su población es de 11753 habitantes (2011). 

## Demografía
Según el censo de 2011 la población de Bahsuma era de 11753 habitantes, de los cuales 6307 eran hombres y 5446 eran mujeres. Bahsuma tiene una tasa media de alfabetización del 75,70%, superior a la media estatal del 67,68%: la alfabetización masculina es del 84,14%, y la alfabetización femenina del 66,12%.